# Textur (geologi)
Textur används inom flera delar av geologin. Inom petrologin används textur om storleken (kornstorlek) och formerna (kornform) på de partiklar som bergarten består av samt deras inbördes förhållande.
Inom markläran används textur om storleken på de enskilda jordpartiklarna.[källa behövs]

## Bergarter
För att studera en bergarts textur tar man ofta hjälp av polarisationsmikroskop.
En bergart som är mikrokristallin byggs upp av kristaller som är mindre än 50μm men större än 1μm. När de enskilda kristallkornen hos en bergart är mindre än ca 1μm så kan de inte urskiljas i ett ljusmikroskop och då säger man att texturen är kryptokristallin.
En bergart kallas jämnkornig om kornen som bygger upp bergarten har liknande storlek.

### Magmatiska bergarter

#### Porfyrisk textur

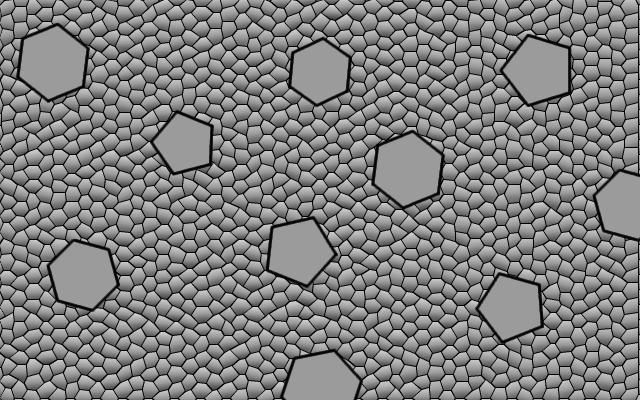
Illustration av porfyrisk textur

Bergarter med en porfyrisk textur benämns ofta som porfyrer. Porfyrisk textur beskriver en textur som kan uppstå hos bergarter där större kristaller av till exempel kvarts, fältspat eller hornblände ligger i en grundmassa (även kallad matrix) bestående av mindre korn.
En porfyrisk textur kan bildas då magma börjar kristallera och de större kristallerna kan växa utan hinder och bilda vad man kallar strökorn eller fenokrister. När magman senare utsätts för en snabb avkylning stelnar grundmassan till en finkornig eller tät textur som till och med kan bli glasig.
Porfyrisk struktur uppkommer ofta i gångbergarter på grund av en temperaturförändring som sker så magman kommer närmare jordytan.

#### Granulär textur
Granulär är en textur hos en magmatisk bergart där mineralkornen är 0,05 till 10 mm stora.

#### Pyroklastisk textur
Pyroklastisk textur är en klastisk textur, en fragmenttextur som förekommer hos vulkaniska bergarter.

### Sedimentära bergarter

#### Klastisk textur
Klastiskt textur är den vanligaste texturen hos sedimentära bergarter. Texturen bildas då mineral- eller bergartsfragment bildar bergarten. Exempel på klastiska sedimentära bergarter är sandsten, lerskiffer och konglomerat.